# Galactia tenuiflora
Galactia tenuiflora är en ärtväxtart som först beskrevs av Carl Ludwig von Willdenow, och fick sitt nu gällande namn av Robert Wight och George Arnott Walker Arnott. Galactia tenuiflora ingår i släktet Galactia och familjen ärtväxter. IUCN kategoriserar arten globalt som livskraftig.

## Underarter
Arten delas in i följande underarter:
- G. t. lucida
- G. t. tenuiflora